# Ekonomiåret 1994

## Händelser

### Januari
- 1 januari - EES-avtalet mellan EU och EFTA (utom Schweiz och Liechtenstein) träder i kraft.[1]
- 10 januari - Sveriges finansminister Anne Wibble presenterar den svenska budgetpropositionen.[1]
- 19 januari - Bert-Olof Svanholm utses på bolagsstämman i Göteborg till ny ordförande i Volvos styrelse.[1]
- 20 januari - Sveriges riksbank beslutar att sänka marginalräntan med 0,25 procentenheter, till 7,50 %.[1]
- 24 januari - Jan Stenberg presenteras som ny VD för SAS.[1]

### Februari
- 17 februari - Volvo och Renault enas om att upplösa alliansen och ägandet.[1]

### Mars
- 16 mars - Svenska oljebolaget OK Petroleum hamnar i saudisk ägo genom en miljardaffär i saudisk ägo, då et köps av saudiske shejken Mohamed Amoudi genom hans bolag Corral Petroleum för 9,5 miljarder svenska kronor.[1]

### April
- 25 april  - Sveriges finansminister Anne Wibble lägger fram förslaget till Sveriges vårbudget.[1]
- 14 april - Lars Berg utses till ny VD för Telia.[1]

### Juli
- 30 juli - En rekordvinst på Lotto, 15 miljoner svensk kronor, utfaller i Sverige vid en dragning, sedan den enda kupongen med sju rätt lämnats in på Domus i Vilhelmina.[1]

### Augusti
- 11 augusti - Sveriges riksbank beslutar att höja styrräntorna. Utlåningsräntan från 7,5 % till 8 % och reporäntan från 6,92 till 7,2 %.[1]
- 14 augusti - Svenska familjetidningen Allers firar 100-årsjubileum.[1]
- 31 augusti - Astra och Pharmacia redovisar sina vinster för årets sex första månader. Astras uppgår till 4,4 miljarder svenska kronor, och Pharmacias till 2,7 miljarder svenska kronor.[1]

### September
- 12 september - Sveriges regering beslutar att godkänna viss samkörning av dataregister för att kontrollera bidragsfusk.[1]
- 25 september - En anonym person i vinner 24 271 811 svenska kronor på en måltipslag efter en insats på 45 svenska kronor i spelbutiken Jackpot i Uddevalla i Sverige, vilket blir nytt svenskt rekord.[1]

### Oktober
- 6 oktober - Kalles kaviar firar 40 år.[1]
- 27 oktober - Sveriges riksbank beslutar att höja reporäntan från 7,20 till 7,40 %.[1]

### November
- 15 november - APEC grundas.[1]

### December
- 9 december
  - I Genève enas 125 länder om att grunda WTO från 1 januari 1995.[1]
  - USA:s president Bill Clinton godkänner USA:s deltagande i GATT-avtalet.[1]
- 11 december - I Miami enas 34 stater om att skapa ett frihandelsområde "från Alaska till Argentinas sydspets", vilket väntas träda i kraft 2005. Kuba är dock inte inbjudna på mötet.[1]
- 13 december - Sveriges riksbank höjer reporäntan till 7,60 %.[1]

## Bildade företag
- Bahnhof, svensk internetleverantör.
- Koenigsegg, svensk biltillverkare.
- Skandiabanken, svensk bank.

## Uppköp
- Rederi Transatlantic, svenskt rederi som köps av Bilspedition AB.

## Konkurser
- ORWO, tysk tillverkare av kameror och filmutrustning.

## Priser och utmärkelser
- 10 december – Sveriges Riksbanks pris i ekonomisk vetenskap till Alfred Nobels minne tilldelas amerikanen John Forbes Nash och tysken Reinhard Selten.
- 24 december - mobiltelefonen är årets julklapp i Sverige.

## Avlidna
- 17 juni - Per Åsbrink, 81, tidigare chef för Sveriges riksbank.[1]

### Fotnoter
1. 1 2 3 4 5 6 7 8 9 10 11 12 13 14 15 16 17 18 19 20 21 22 23   Horisont 1994. Bertmarks